# Olivia Sudjic
Olivia Sudjic (Londra, 1988) è una scrittrice britannica, nota per il suo romanzo d'esordio Una vita non mia (Sympathy, 2017), pubblicato in Italia da Minimum Fax
.

## Biografia
Sudjic è nata a Londra nel 1988, figlia di Deyan Sudjic, giornalista e direttore del Design Museum e di Sarah Miller, editrice fondatrice della rivista Condé Nast Traveller. Ha studiato letteratura inglese all'Università di Cambridge, dove ha vinto l'EG Harwood Harwood English Prize. Ha scritto per diverse testate, fra cui il Financial Times, The Guardian, ELLE, Sunday Times, The Observer.  Per quanto riguarda l'arte della scrittura, ritiene che "i romanzi sono paragonabili ai social media o alla creazione di profili online, perché inizi e pensi di incontrare questa persona. Ma questa persona non è reale. È tutto inventato e tu ti proietti dentro." 

## Opere

### Una vita non mia(2017)
Iniziato nel 2014 e pubblicato nel 2017, Una vita non mia (Sympathy), narra di una giovane laureata inglese in vacanza a New York, Alice Hare, che conosce attraverso Instagram la scrittrice giapponese e Mizuko Himuru, docente di scrittura creativa alla Columbia. Seguendola sul suo profilo, scopre che alcuni particolari della sua vita sono paralleli ai suoi, sente che è la sua "gemella di Internet", e finisce con farne una fissazione.
Il romanzo tratta dell'influenza dei media digitali sull'identità, l'intimità e l'amicizia. Esplora l'ossessione, la connessione e il confine tra il mondo virtuale e quello reale ; è "una satira astuta, stravagante e lenta sui codici di comportamento emergenti, le differenze intergenerazionali, la globalizzazione, l'industria tecnologica e il vortice del dark web". 
La struttura non lineare della narrazione imita la sensazione di scorrere un feed di Instagram o la navigazione in Internet, rafforzando così l'attenzione della storia sulla tecnologia. Anche se la narrazione è in prima persona, la stessa personalità di Alice rimane sfocata, come se venisse rilevata attraverso gli algoritmi di un browser. 
Nei media in lingua inglese Una vita non mia è stato accolto con favore dalla critica.  . The New Republic lo ha descritto come "il primo grande romanzo di Instagram".
Anche in Italia sono state numerose le recensioni positive. Nel 2018 ha vinto il Premio Salerno Libro d'Europa ed è stato selezionato per il Collyer Bristow Prize.

### Exposure(2018)
Il secondo libro di Sudjic, Exposure, è un saggio pubblicato nel 2018 da Peninsula Press. Tratta degli stati di ansia causati dall'era dei social media, e di quelli sofferti dalla scrittrice dopo la pubblicazione di Sympathy, posti in relazione alla propria insicurezza e allo stato di eccessiva esposizione mediatica sperimentata dopo la pubblicazione del libro. Sudjic confronta le sue esperienze con quelle di altre scrittrici, come Elena Ferrante, Maggie Nelson, Jenny Offill, Rachel Cusk, osservando che "quando gli uomini scrivono, anche della loro esperienza personale, scrivono della condizione umana, [...] la loro prospettiva è considerata universale. I libri scritti da donne, sulle donne, non lo sono. Questi sono romanzi per donne".